# Anatinella nicobarica
Anatinella nicobarica is een tweekleppigensoort uit de familie van de Anatinellidae. De wetenschappelijke naam van de soort is voor het eerst geldig gepubliceerd in 1791 door Gmelin.